# 김수영 (뮤지컬 배우)
김수영(1987년 11월 9일 ~ )은 대한민국의 뮤지컬 배우다.

## 방송
- 더블 캐스팅 (2020) - Top71